# Бубнович, Вячеслав Михайлович
Вячесла́в Миха́йлович Бубно́вич (20 мая 1940, Семиозёрки, Томская область, СССР — май 2020, Барнаул) — российский фаготист и музыкальный педагог, солист симфонических оркестров Томской и Алтайской филармоний, заслуженный артист РСФСР.

## Биография
В 1962 году окончил Томское музыкальное училище по классу Е. Барташевича, а в 1967 году — Уральскую консерваторию по классу В. Мидюшко.
С 1962 по 1966 год — солист симфонического оркестра Иркутской филармонии и преподавал в музыкальной школе-интернате. В 1966—1969 годах Бубнович был солистом симфонического оркестра Томской филармонии, с 1969 по 1991 — симфонического оркестра Алтайской филармонии. С 1969 года преподавал в Барнаульском музыкальном училище. В 1987 году ему было присвоено звание заслуженный артист РСФСР.
Для решения технических проблем, связанных с исполнением современной музыки, Вячеслав Бубнович усовершенствовал клапанную механику фагота. Он автор книги «Конструктивные усовершенствования фагота и современное исполнительство» (М., 1992).